# TREASURE HUNTER
『TREASURE HUNTER』（トレジャーハンター）は、T-SQUAREの42枚目のアルバム。 
2016年4月27日にリリース。 

## 概要
スクェア42枚目のオリジナルアルバム。
今作も前作同様、ドラムの坂東慧が収録曲全9曲中5曲を手掛けている。
DVD付の2枚組で、DVDには2015年12月26日・27日に神戸チキンジョージで開催されたライヴ「THE SQUARE YEAR END Live2015」より、当時のレコーディングメンバーが集結した「TRUTH」[26日]「TRAVELLERS」[27日]の2曲を収録している。

## 収録曲
1. Treasure Hunter - 坂東慧作曲
2. Chops!! - 坂東慧作曲
3. Metro 7 - 河野啓三作曲
4. Night Light - 安藤正容作曲
5. 7-6-5 - 坂東慧作曲
6. Pearl of the Adriatic - 河野啓三作曲
7. Double Rainbow - 安藤正容作曲
8. Scissors Paper Rock - 坂東慧作曲
9. Last Scene - 坂東慧作曲

## ミュージシャン
- T-SQUARE
  - 安藤正容 -   Electric Guitar, Acoustic Guitar
  - 伊東たけし - Alto Sax, EWI
  - 河野啓三 - Acoustic Piano, Keyboards
  - 坂東慧 - Drums

- Special Support
  - 田中晋吾 - Bass